# 2007年亞洲冬季運動會速度滑冰比賽
2007年亞洲冬季運動會的速度滑冰賽事由2007年1月29日至2月1日於吉林省速滑館舉行，共設10個小項。

## 金牌榜

### 各國金牌榜
| 排名 | 國家： | 金牌： | 銀牌： | 銅牌： | 總計 |
| 1    | 中国   | 5      | 4      | 3      | 12   |
| 2    |        | 3      | 5      | 5      | 13   |
| 3    | 日本   | 2      | 1      | 2      | 5    |
| 4    |        | 0      | 0      | 1      | 1    |

## 男子

### 100米
子條目：2007年亞洲冬季運動會速度滑冰比賽—男子100米
| 金牌：      | 銀牌：      | 銅牌： |
| 日本 及川佑 | 中国 于凤桐 | 李康爽 |

### 500米X2
子條目：2007年亞洲冬季運動會速度滑冰比賽—男子500米X2
| 金牌： | 銀牌： | 銅牌：      |
| 李康爽 | 李奎赫 | 日本 及川佑 |

### 1000米
子條目：2007年亞洲冬季運動會速度滑冰比賽—男子1000米
| 金牌： | 銀牌： | 銅牌： |
| 李奎赫 | 文俊   | 崔在奉 |

### 1500米
子條目：2007年亞洲冬季運動會速度滑冰比賽—男子1500米
| 金牌： | 銀牌：      | 銅牌： |
| 李奎赫 | 中国 高雪峰 | 文俊   |

### 5000米
子條目：2007年亞洲冬季運動會速度滑冰比賽-男子5000米
| 金牌：        | 銀牌： | 銅牌：          |
| 日本 平子裕基 | 呂相燁 | 德米特裏·巴邊科 |

## 女子

### 100米
子條目：2007年亞洲冬季運動會速度滑冰比賽—女子100米
| 金牌：      | 銀牌：      | 銅牌： |
| 中国 邢愛華 | 中国 王北星 | 李相花 |

### 500米X2
子條目：2007年亞洲冬季運動會速度滑冰比賽—女子500米X2
| 金牌：      | 銀牌： | 銅牌：    |
| 中国 王北星 | 李相花 | 中国 張爽 |

### 1000米
子條目：2007年亞洲冬季運動會速度滑冰比賽—女子1000米
| 金牌：      | 銀牌：    | 銅牌：    |
| 中国 王北星 | 中国 王霏 | 中国 任慧 |

### 1500米
子條目：2007年亞洲冬季運動會速度滑冰比賽—女子1500米
| 金牌：    | 銀牌： | 銅牌：    |
| 中国 王霏 | 李竹燕 | 中国 吉佳 |

### 3000米
子條目：2007年亞洲冬季運動會速度滑冰比賽—女子3000米
| 金牌：    | 銀牌：        | 銅牌：        |
| 中国 王霏 | 日本 穗积雅子 | 日本 田煙真紀 |